# Benedicta Sánchez
Benedicta Sánchez Vila (San Fiz de Paradela, Lugo, 24 de octubre de 1935) es una fotógrafa y actriz española.

## Biografía
Se casó a los 17 años, y emigró a Brasil con su marido. Allí trabajó en un bar, como librera en la librería Francisco Laissue de Río de Janeiro y también como fotógrafa durante 15 años, profesión que abandonó en 1979. Con 17 años se hizo vegetariana en una época en la que no era frecuente hacerlo.

### Carrera como actriz
En 2019 debutó como actriz con un papel protagonista en la película Lo que arde, de Óliver Laxe, un filme que ganó en el Festival de Cannes el Premio del Jurado de la sección Un certain regard.
En 2020 ganó con 84 años el premio Goya a la Mejor Actriz Revelación. Fue la actriz de mayor edad en conseguir el galardón cinematográfico en esta categoría, siendo la segunda de mayor edad en las categorías de intérpretes femeninas solo superada por Julieta Serrano, que logró su primer premio Goya a la edad de 87 años en la misma edición.

### Colaboraciones
Fue la pregonera de la 45 edición de la fiesta del queso de Arzúa, en la provincia de La Coruña. También fue la encargada de dar las campanadas de 2020 para la TVG. En 2020 fue la protagonista de una campaña publicitaria de la marca de moda Adolfo Domínguez y de la campaña Galicia volve creada por la Junta de Galicia para impulsar el turismo en la región tras la crisis de la COVID-19.

## Reconocimientos
En 2019, Sánchez recibió la Medalla Castelao, un reconocimiento entregado por la Junta de Galicia y que en la edición de 2019 fue la primera ocasión en que todas las premiadas eran mujeres. Entre ellas se encontraban la piragüista María Teresa Portela Rivas, la cardióloga y profesora Marisa Crespo Garrido, la delegada en Galicia de Stop Accidentes Jeanne Piccard y la Federación de Redeiras Artesás de Galicia O Peirao. Ese mismo año, fue una de las nominadas a la medalla del CEC a la mejor actriz secundaria, galardón que finalmente recibió Greta Fernández. Además, ese mismo año se anunció que el centro de día de O Corgo, la localidad gallega en la que reside Benedicta Sánchez, recibiría su nombre en su honor.
En 2020, fue nombrada comendadora del cocido de Lalín. Durante la 52.ª edición de la Feria del cocido de Lalín, una celebración reconocida como Fiesta de Interés Turístico Internacional, además de Sánchez fueron nombrados comendadores el alcalde de Madrid, José Luis Martínez-Almeida y Yosi Domínguez, el líder de la banda de rock española Los Suaves, entre otros. En febrero de 2020 la Diputación Provincial de Lugo reconoció el trabajo de Sánchez en un homenaje que tuvo lugar en la Sala de Exposiciones del Pazo de San Marcos.
En 2021, Sánchez fue reconocida durante la XXXI edición de los Premios Gallegos del Año entregados por El Correo Gallego.